# Заклинський Корнило Гнатович

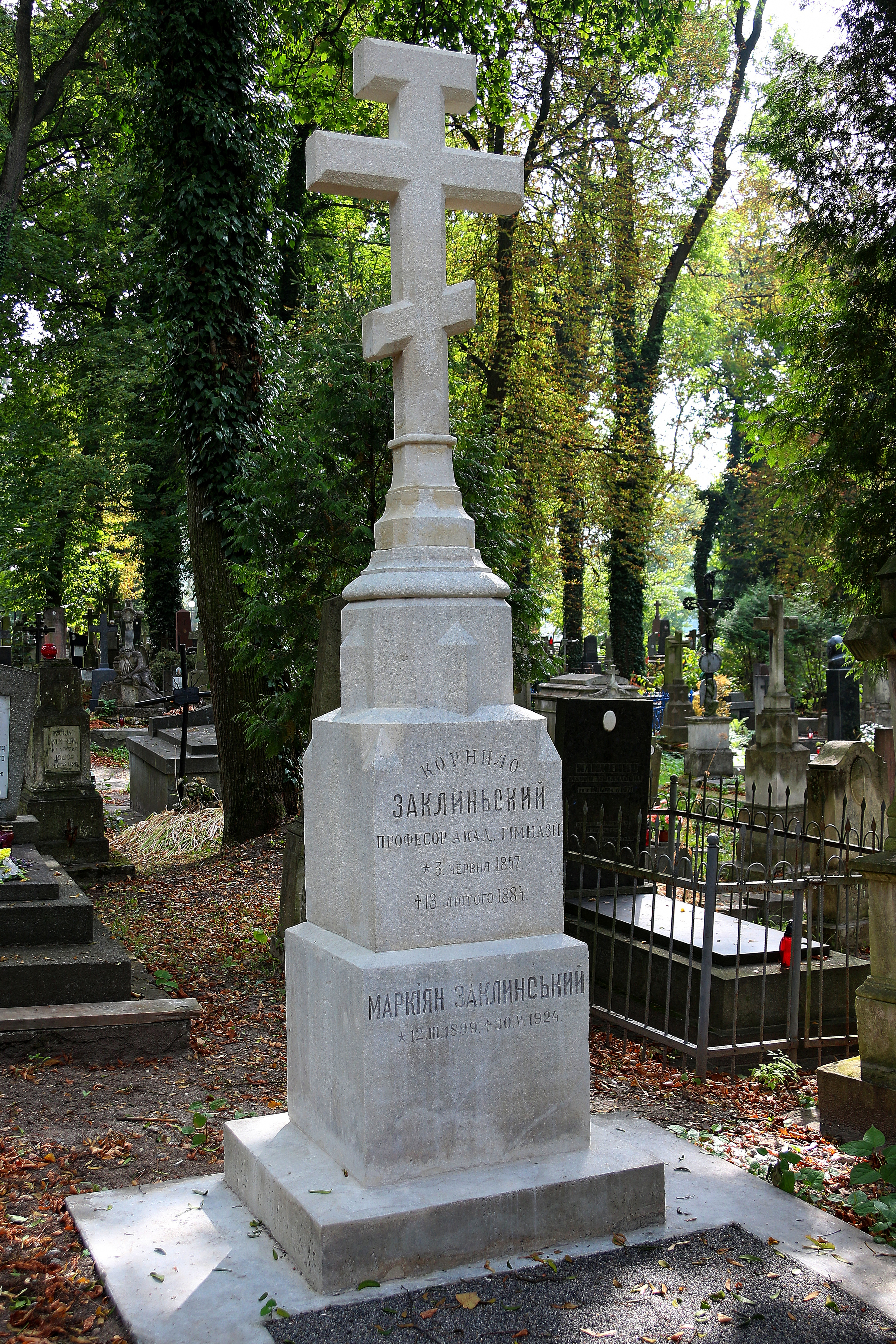

Корнило Гнатович Закли́нський (криптонім: З. К.; 18 червня 1857, с. Маріямпіль, нині Івано-Франківського району Івано-Франківської області — 13 лютого 1884, Львів) — український історик, етнограф, письменник. Брат Романа та Леоніда Заклинських.

## Життєпис
Під час навчання в Станиславівській гімназії (1868—1877) був душею таємного гуртка «Громада». Закінчив філософський факультет Львівського університету. Працював у Львівській академічній гімназії (1881—1883).
Записував народні говірки в околицях м. Станиславів (нині Івано-Франківськ), фольклорні й етнографічні матеріали, опубліковані в «Етнографічному збірникові» (1914, т. 36) і у збірці «Колядки та щедрівки» (Київ, 1965); на їх основі створив низку оповідань, схвально оцінених професором Омеляном Огоновським («Домарчук», 1878; «Дві вдови», «Федиха», обидва 1880) та інші.
Корнило Заклинський у своїх прозових творах (оповідання «Домарчук» (1878), «Федиха» (1880), «Дві вдови» (1880)) піднімав переважно проблеми виховання.
Також займався вивченням етнографії, фольклору, історії, історико-літературознавства.

## Основні праці
Заклинський прожив усього 27 років та залишив багато праць, які ще й досі не відомі читачам.
- «Йосиф Годермадський, іменований єпископ Мункацький, і плани Петра Великого щодо Північної Угорщини»,
- «Літопис Хмельницька»,
- «Зносини цісаря Рудольфа II з козаками і їх участь у війні російсько-турецькій 1592—1594 рр.».

Ці праці надрукували в журналі «Зоря». Багато праць залишилося неопублікованими:
- «Якого роду і народності був Михайло Хмельницький, отець гетьмана, і історія Богдана Хмельницького від єго молодих літ аж до спору з Чаплинським»,
- «Про німих і живих свідків руської бувальщини»,
- «Письмо до академіків»,
- «Семен Ковцуняк, війт з Ковалівки»,
- «Про Т. Шевченка»,
- «Михайло Максимович і його заслуги для української літератури»,
- «Павло Полуботок», «Історія нападу татарів на наддністрянське Підгір'я 1594 р.»,
- "Критичний розгляд українського альманаха «Лука»,
- «Про весільні пісні руського народу»,
- «Оцінка повістей Квітки-Основ'яненка».

Записував галицький фольклор, який був опублікований в «Етнографічному збірнику» (т. 36, 1914) й збірнику «Колядки та щедрівки» (1965).
Помер 13 лютого 1884 р. у Львові. Похований на Личаківському цвинтарі, поле № 54.